# Dương Hồng Thủy
Dương Hồng Thủy là một xã cũ thuộc huyện Thái Thụy, tỉnh Thái Bình, Việt Nam.
Tên của xã được ghép từ tên của ba xã cũ là Thái Dương, Thái Hồng và Thái Thủy.

## Địa lý
Xã Dương Hồng Thủy nằm ở trung tâm huyện Thái Thụy, có vị trí địa lý:
- Phía đông giáp xã Thái Nguyên
- Phía tây giáp xã Sơn Hà và xã Thái Phúc
- Phía nam giáp xã Thái Hưng và xã Thuần Thành
- Phía bắc giáp các xã Thụy Liên, Thụy Phong, Thụy Sơn.

Xã Dương Hồng Thủy có diện tích 14,82 km², dân số năm 2019 là 9.350 người, mật độ dân số đạt 631 người/km².

## Lịch sử
Địa bàn xã Dương Hồng Thủy hiện nay trước đây vốn là ba xã: Thái Dương, Thái Hồng, Thái Thủy thuộc huyện Thái Thụy.
Trước năm 1945, Thái Thủy thuộc xã Hồng Hưng, phủ Đông Quan (sau này là 3 xã Thái Thủy, Thái Dương, Thụy Sơn của huyện Thái Thụy).
Trước khi sáp nhập, xã Thái Dương có diện tích 4,04 km², dân số là 3.335 người, mật độ dân số đạt 825 người/km². Xã Thái Hồng có diện tích 6,48 km², dân số là 3.556 người, mật độ dân số đạt 549 người/km². Xã Thái Thủy có diện tích 4,30 km², dân số là 2.459 người, mật độ dân số đạt 572 người/km², có 4 thôn.
Ngày 11 tháng 2 năm 2020, Ủy ban Thường vụ Quốc hội ban hành Nghị quyết số 892/NQ-UBTVQH14 về việc sắp xếp các đơn vị hành chính cấp xã thuộc tỉnh Thái Bình (nghị quyết có hiệu lực từ ngày 1 tháng 3 năm 2020). Theo đó, sáp nhập toàn bộ diện tích và dân số của ba xã Thái Dương, Thái Hồng và Thái Thủy thành xã Dương Hồng Thủy.